# Wakefield (Familie)
Die Familie Wakefield ist eine Familie, deren Mitglieder an der Kolonisierung Neuseelands beteiligt waren.
Dieser Artikel gibt eine Übersicht von der Generation aus, von der die bedeutenden Vertreter, wie etwa Edward Gibbon Wakefield, William Hayward Wakefield und Arthur Wakefield ausgingen.
Aus den verfügbaren Quellen lässt sich zurückverfolgen, dass die Familie von den Großeltern angefangen ihren Sitz in Tottenham, London, England hatte, welches ein einem Zentrum der Quäkerbewegung seit dem 17. Jahrhundert war.
Alle Ortsangaben, wenn nicht anders angegeben, beziehen sich auf England.

## Edward (1750–1826)
Edward Wakefield (* 1750; † 1826) war Quäker, Philanthrop und Kaufmann in London. Am 3. Januar 1771 heiratete er Priscilla Bell in Tottenham, London. Priscilla Bell (* 31. Januar 1751 in Stamford Hill, London; † 12. September 1832 in Ipswich, Suffolk), war Quäkerin und Schriftstellerin. Sie schrieb neben Lehrbücher mehr als ein Dutzend Kinderbücher. 1791 gründete sie die Lying-in Charity für Frauen, eine Organisation, die armen Frauen rund um die Geburt ihrer Kinder Hilfe leistete. 1792 gründete sie die School for Industry Initiative, die jungen Mädchen Bildung gab. 1798 gründete sie die erste Penny Savings Bank (eine Art Sparkasse nach deutschem Vorbild) Englands.
Aus der Ehe gingen drei Kinder hervor:
- Isabella
- Edward
- Daniel

### Isabella (1772–1841)
Isabella Wakefield (* 3. März 1772; † 17. Oktober 1841). 1799 heiratete sie Joshua Head in Ipswich, Suffolk. Joshua Head (* 1765; † 1817) war Quäker und Brauer aus Ipswich, Suffolk. Aus der Ehe gingen elf Kinder hervor.

### Edward (1774–1854)
Edward Wakefield (* 29. Juli 1774 in Tottenham, London; † 18. Mai 1854), Verfasser des Werkes An Account of Ireland, Statistical and Political, war bis 1807 Bauer in Essex, wurde dann, als die Landwirtschaft nicht mehr genug Geld einbrachte, Grundstücksmakler. Am 3. Oktober 1791 heiratete er in St. Dunstan in London seine 1. Frau Susanna Crash. Susanna Crash (* 1767; † Februar 1816 in Salisbury) war eine Bauerntochter aus Felstead, Essex, England. Aus der Ehe gingen neun Kinder hervor:
- Catherine Gurney
- Edward Gibbon
- Daniel Bell
- Arthur
- William Hayward
- John Howard
- Felix
- Priscilla
- Percy

1822 heiratete er seine zweite Frau Frances Davies heimlich in der britischen Botschaft in Paris. Frances Davies war Tochter des Reverend Dr. Davies, Schulleiter der Macclesfield Grammar School. Aus der Ehe gingen zwei Kinder hervor:
- Frances
- Laura

#### Catherine Gurney (1793–1873)
Catherine Gurney Wakefield (* 27. Juli 1793 in London, England; † 26. April 1873) auch Kitty genannt. Am 7. April 1823 heiratete sie Charles Martin Torlesse in Ipswich Suffolk. Charles Martin Torlesse (* 1785 in Bloomsbury, London; † 12. Juli 1881 in Suffolk) war Pastor in Stoke by Nayland, Suffolk. Aus der Ehe gingen neun Kinder hervor, von denen lediglich vier namentlich bekannt sind:
- Priscilla (* 1824 in Stoke by Nayland, Suffolk).
- Henry (* 1832 in Stoke by Nayland, Suffolk; † 17. Dezember 1870 in Rangiora, Neuseeland) war Pastor in Canterbury, Neuseeland.
- Charles († November 1866 in Stoke by Nayland, Suffolk).
- Frances Harriet (* 1839 in Stoke by Nayland, Suffolk; † 13. November 1935 in Hampstead, Middlesex, London) auch Fanny genannt.

Henry und Charley gingen nach Neuseeland. Von Charles weiß man nur, daaa er zweimal nach Neuseeland kam, 1841 und 1849.

#### Edward Gibbon (1796–1862)
Edward Gibbon Wakefield (* 20. März 1796 in London, England; † 16. Mai 1862 in Wellington, Neuseeland) war Ökonom, Theoretiker in Sachen Kolonisierung und engagierter Förderer der Kolonisierung Neuseelands. Am 27. Juli 1816 heiratete er Eliza Anne Frances Pattle. Eliza Susan Pattle (* 1799; † 5. Juli 1820). Anm. Einige Quellen geben ihren Namen mit Eliza Anne Frances Pattle an. Aus dieser Ehe gingen zwei Kinder hervor:
- Susan Priscilla
- Edward Jerningham

Ellen Turner (* 1811; † 1831) war die einzige Tochter und Erbin von William Turner, eines Fabrikanten aus Cheshire. Am 8. März 1826 heiratete Edward Gibbon per Entführung Ellen Turner in Gretna Green. 1827 wurde die Heirat per Gerichtsbeschluss annulliert. 1827 wurde eine Gerichtsverhandlung gegen Edward Gibbon Wakefield und William Wakefield eröffnet. Edward Gibbon Wakefield und William Wakefield wurden verurteilt und gingen für drei Jahre ins Gefängnis.

##### Susan Priscilla (1817–1835)
Susan Priscilla Wakefield (* 4. Dezember 1817 im Piemont, Italien; † 12. Februar 1835 in Lissabon, Portugal) auch Nina genannt.

##### Edward Jerningham (1820–1879)
Edward Jerningham Wakefield (* 25. Juni 1820 in London; † 3. März 1879 in Ashburton, Neuseeland) auch Teddy genannt, war Politiker, Publizist, Abenteurer und Vertreter der New Zealand Company in Neuseeland. Am 3. Oktober 1863 heiratete er Ellen Roe in Christchurch, Neuseeland. Ellen Roe (* 1839 in Neuseeland; † 1921) war Tochter eines Bauunternehmers und späteren Hotelbesitzers aus Christchurch, Neuseeland. Aus der Ehe gingen drei Kinder hervor:
- Catherine Alice (* 1864; † 1871 in Christchurch, Neuseeland).
- Ellen Nina (* 1866 in Christchurch, Neuseeland; † 1941).
- Lilian Priscilla (* 1869 in Christchurch, Neuseeland; † 1951).[2]

#### Daniel Bell (1798–1858)
Daniel Bell Wakefield (* 27. Februar 1798 in Romford, Essex, England; † 8. Januar 1858 in Wellington, Neuseeland) war Rechtsanwalt in Wellington, Generalstaatsanwalt für New Munster und kurzzeitig Richter am Supreme Court in Neuseeland. 1823 heiratete er seine erste Frau Selina de Burg. Selina Elizabeth de Burg (* 1802; † 1830) war die Tochter von James Godfrey Lille De Burgh. Die Ehe war kinderlos.
Am 1. September 1835 heiratete er seine zweite Frau Angela Attwood. Angela Attwood († 1874) war die Tochter des Bankiers und politischen Reformers Thomas Attwood. Aus dieser Ehe gingen drei Kinder hervor:
- Selina Elizabeth (* 1837; † August 1848 in Wellington, Neuseeland).
- Charles Marcus (* 1838; † 1902).
- Alice Mary (* Oktober 1849).[3]

#### Arthur (1799–1843)
Arthur Wakefield (* 19. November 1799 in Burnham Wyck, Essex, England; † 17. Juni 1843 in Tuamarina, Wairau River, Neuseeland) war Kapitän der Royal Navy und später leitender Vertreter der New Zealand Company in Nelson, Neuseeland. Arthur Wakefield war nicht verheiratet.

#### William Hayward (1801–1848)
William Hayward Wakefield (* 8. August 1801 in Burnham Wyck, Essex, England; † 19. September 1848 in Wellington, Neuseeland) war Oberst-Leutnant und später führender Vertreter der New Zealand Company, Leiter der ersten erfolgreichen Expedition nach Neuseeland und Gründer von Wellington. Am 23. März 1826 heiratete er Emily Elizabeth Shelley-Sidney in der britischen Botschaft in Paris, Frankreich. Emily Elizabeth Shelley-Sidney (* 1808; † 1827) war Tochter von Sir John Shelley-Sidney, of Penhurst Place, England. Aus dieser Ehe ging ein Kind hervor.

##### Emily Charlotte (1827–1857)
Emily Charlotte Wakefield (* März 1827 in Dunkerque, Frankreich; † 1857). 1846 heiratete sie Edward William Stafford.
Edward William Stafford (* 23. April 1819 in Edinburgh, Schottland; † 14. Februar 1901 in London) war Premierminister von Neuseeland (2. Juni 1856 – 12. Juli 1861), (16. Oktober 1865 – 28. Juni 1869) und (10. September 1872 – 11. Oktober 1872).

#### John Howard (1803–1862)
John Howard Wakefield (* 2. Juni 1803 in Ipswich, London; † 25. Februar 1862 in London). 1832 heiratete er Maria Suffolk.
Maria Suffolk (* 1814 in Indien; † 1852 in Lahore, Indien). Aus dieser Ehe gingen vier Kinder hervor, von denen zwei namentlich bekannt sind:
- George Edward war im indischen Staatsdienst beschäftigt.
- Lucy Catherine (* 1841; † 1880), heiratete Hugo Graf von Radolin-Radolinski

#### Felix (1807–1875)
Felix Wakefield (* Januar 1807 in Tottenham, London; † 23. Dezember 1875 in Sumner, Christchurch, Neuseeland) war Ingenieur und Kolonist in Canterbury. 1831 heiratete er Marie Felice Eliza Bailley.
Marie Felice Eliza Bailley (Baillie).
Aus der Ehe gingen neun Kinder hervor:
- Constance (* Juli 1831 in Blois, Frankreich).
- Murat (* August 1833 in Hobart Town, Tasmanien).
- Salvator Rosa (* März 1836 in Hobart Town, Tasmanien).
- Ariosto (* Oktober 1837 in Launceston, Tasmanien).
- Josephine (* Dezember 1839 in Launceston, Tasmanien).
- Priscilla.
- Oliver (* Oktober 1843 in Launceston, Tasmanien).
- Edward (* Mai 1845 in Launceston, Tasmanien).
- Percy (* Juni 1846 in Launceston, Tasmanien).

##### Oliver (1844–1884)
Oliver Wakefield (* 1844 in Launceston, Tasmanien, Australien; † 20. März 1884 in Dunedin, Neuseeland) war Staatssekretär in der Abteilung für Goldbergbau in Wellington, Neuseeland.

##### Edward (1845–1924)
Edward Wakefield (* 1845 in Tasmanien, Australien; † August 1924 in London) war Politiker, Journalist und Mitglied des Parlaments in Neuseeland (1875–1881 und 1884–1887).

#### Priscilla (1809–1887)
Priscilla Wakefield (* 22. Januar 1809 in Tottenham, London; † Januar 1887). 1835 heiratete sie Henry Chapman in Indien. Henry Chapman (* 25. August 1797 in Wanstead, London; † 15. März 1854) war Chirurg und Assistenzarzt in Indien. Aus der Ehe gingen neun Kinder hervor.

#### Percy (1810–1832)
Percy Wakefield (* 7. Dezember 1810 in London; † 1832). Sie war unverheiratet.

### Daniel (1776–1846)
Daniel Wakefield (* 23. Oktober 1776 in London, England; † 20. Juli 1846) war zwei Mal verheiratet. 1805 heiratete er Isabel Mackie. 1813 heiratete er Elisabeth Kilgour.